# Stadium Merdeka
Das Stadium Merdeka (Independence Stadium) ist ein Stadion in Kuala Lumpur, Malaysia. Es ist einer der Orte, an dem die formelle Erklärung der Unabhängigkeit der Föderation Malaya am 31. August 1957 stattfand und das erste moderne Gebäude der Nation. Das Stadion war ein Austragungsort in Kuala Lumpur für Feiern und Sportevents bis 1962, als das Stadium Negara gebaut wurde. 2008 erhielt das Stadium Merdeka den UNESCO Asia-Pacific Award for Excellence for Heritage Conservation für seine kulturelle Bedeutung und Ausgestaltung eines Unabhängigkeitserklärungsereignisses.